# Nicolas Escudé
Pour les articles homonymes, voir Escudé.
Nicolas Escudé, né le 3 avril 1976 à Chartres, est un joueur et capitaine français de tennis. Il a remporté la Coupe Davis et à deux reprises le Tournoi de Rotterdam. Il est le fils de l'entraîneur emblématique du Pau FC Paul Escudé et le frère aîné du footballeur international Julien Escudé.
Depuis le 11 mars 2021, il est le Directeur technique national (DTN) de la Fédération française de tennis (FFT).

## Carrière
Attaquant et adepte du service-volée, il obtient naturellement ses meilleurs résultats sur les surfaces rapides.
Il remporte la Coupe Davis Junior en 1992.
Membre de l'équipe de France de Coupe Davis, c'est lui qui a offert à la France le point de la victoire en finale de la Coupe Davis sur le gazon australien en 2001. Il a particulièrement brillé dans cette compétition où il a remporté 18 des 23 rencontres qu'il a disputées (13 victoires sur 16 matchs joués en simple, 5 victoires sur 7 matchs joués en double).
Il a atteint les demi-finales de l'Open d'Australie (1998), les quarts de finale de l'US Open (1999, il est le premier joueur sorti des qualifications à atteindre ce stade de la compétition dans ce tournoi) et de Wimbledon (2001).
Il est no 2 français en fin d'année 1998 et 2002.
Il annonce la fin de sa carrière le 18 mai 2006 ne parvenant pas à récupérer d'une opération à l'épaule effectuée en septembre 2004.

### Coupe Davis 2001
Nicolas Escudé fut le grand artisan de la victoire française lors de l'épreuve de coupe Davis en 2001, où l'équipe de France disputa et remporta la totalité de ses rencontres sur terrain adverse.
Lors des quarts de finale en Suisse, il remporte ses deux simples : il bat d'abord le jeune Roger Federer en quatre sets lors du deuxième match, puis George Bastl lors du 5e match décisif, 8-6 au 5e set, après avoir sauvé une balle de match. En demi-finales aux Pays-Bas, il bat Sjeng Schalken lors du deuxième match, au cours d'une rencontre très disputée (8-6 au 5e set). Enfin, en finale en Australie, alors qu'il reste sur 4 défaites consécutives lors des tournois qu'il venait de disputer, il bat Lleyton Hewitt, alors numéro 1 mondial, en 5 sets, lors du match d'ouverture, puis offre la victoire à l'équipe de France lors du 5e match décisif face à Wayne Arthurs, qu'il bat en quatre sets.

### Record
À l'Open d'Australie 1998, alors qu'il participe à son premier tableau principal dans ce tournoi, Nicolas Escudé réussit l'exploit de revenir de 2 sets à 0 à trois reprises. Albert Costa égalera ce record (ère Open) à Roland-Garros 2003. Tous les deux aux 1er tour, 3e tour et 5e tour (1/4). Tommy Robredo s'ajoutera à cette liste lors de Roland-Garros 2013 où il remontera trois fois un handicap de 2 sets à 0 mais consécutivement cette fois lors des 1er, 2e et 3e tours.
Nicolas Escudé est le joueur français affichant le meilleur record en finales de la Coupe Davis lors de l'ère Open : trois victoires, aucune défaite. Nicolas Escudé a en effet remporté ses deux simples lors de la finale de l'épreuve en 2001 et le double, aux côtés de Fabrice Santoro, lors de la finale 2002.
En 2002, il remporte le Tournoi de Rotterdam en sauvant sur sa route 3 balles de matchs en demi-finale contre Sébastien Grosjean.

## Après sa carrière de joueur

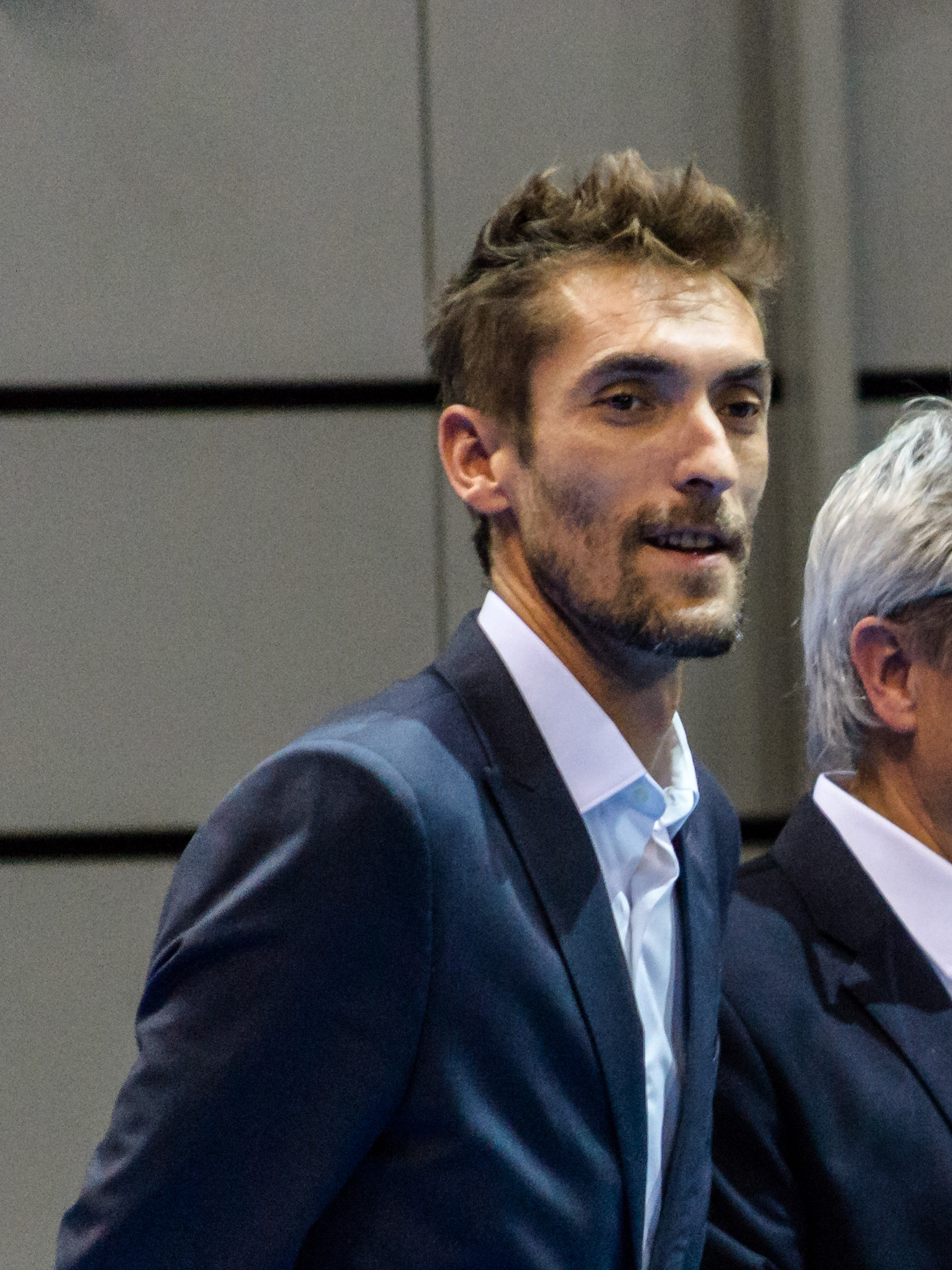
Nicolas Escudé en 2016.

Après sa carrière, Il est intervenu ponctuellement comme consultant sur Eurosport jusqu'en 2009 et a repris en 2016. À partir de 2015, il intervient sur W9. Il commente les phases finales de la Coupe Davis 2019 sur TMC.
Le 11 décembre 2008, il est nommé capitaine de l'équipe de France de Fed Cup et le reste jusqu'à la campagne 2012. Son capitanat est marqué par un changement de génération entre les joueuses de la génération Mauresmo qui stoppent leurs carrières les unes après les autres peu après son arrivée et l'arrivée progressive de nouvelles joueuses encore inexpérimentées. Sous son capitanat l'équipe de France descend en deuxième division. Il est remplacé par Amélie Mauresmo
En novembre 2012, il devient chef de produit pour la marque Artengo.
Il est l'entraîneur à temps partiel de Nicolas Mahut à partir de la saison 2013, en binôme avec Thierry Ascione. En novembre, les deux anciens joueurs deviennent aussi les entraîneurs de Jo-Wilfried Tsonga. La collaboration avec Jo-Wilfried Tsonga se termine au bout de deux ans, en septembre 2015.
Il devient ambassadeur du challenger de Brest en juillet 2016 puis en prend la direction l'année suivante. Cet open se déroule en novembre. En 2017, il devient ambassadeur du tournoi challenger d'Orléans
Il devient l’entraîneur de Jérémy Chardy en décembre 2016. Cette collaboration cesse à la fin de l'année 2017.

## Divers
Il est le frère aîné du joueur de football Julien Escudé.
Nicolas Escudé a eu un fils (Léopold, né en mars 2000) avec sa première femme Axelle, puis deux filles nées d'une seconde union avec Séverine (Mahaut, née en octobre 2005, et Gaïa, en mai 2009)[réf. nécessaire]. Il vit aujourd'hui à Pessac en Gironde.

## Palmarès

### Titres en simple messieurs
| No | Date       | Nom et lieu du tournoi                      | Catégorie   | Dotation  | Surface    | Finaliste     | Score          |          |
| -- | ---------- | ------------------------------------------- | ----------- | --------- | ---------- | ------------- | -------------- | -------- |
| 1  | 27-09-1999 | Open de Toulouse Midi-Pyrénées, Toulouse    | Int' Series | 375 000 $ | Dur (int.) | Daniel Vacek  | 7-5, 6-1       | Parcours |
| 2  | 19-02-2001 | ABN AMRO World Tennis Tournament, Rotterdam | Series Gold | 750 000 $ | Dur (int.) | Roger Federer | 7-5, 3-6, 7-65 | Parcours |
| 3  | 18-02-2002 | ABN AMRO World Tennis Tournament, Rotterdam | Series Gold | 713 000 $ | Dur (int.) | Tim Henman    | 3-6, 7-67, 6-4 | Parcours |
| 4  | 05-01-2004 | Qatar ExxonMobil Open, Doha                 | Int' Series | 975 000 $ | Dur (ext.) | Ivan Ljubičić | 6-3, 7-64      | Parcours |

### Finales en simple messieurs
| No | Date       | Nom et lieu du tournoi       | Catégorie   | Dotation  | Surface      | Vainqueur      | Score         |          |
| -- | ---------- | ---------------------------- | ----------- | --------- | ------------ | -------------- | ------------- | -------- |
| 1  | 19-06-2000 | Heineken Trophy, Bois-le-Duc | Int' Series | 375 000 $ | Gazon (ext.) | Patrick Rafter | 6-1, 6-3      | Parcours |
| 2  | 11-02-2002 | Open 13, Marseille           | Int' Series | 451 000 $ | Dur (int.)   | Thomas Enqvist | 6-7, 6-3, 6-1 | Parcours |

### Titres en double messieurs
| No | Date       | Nom et lieu du tournoi    | Catégorie      | Dotation    | Surface         | Partenaire      | Finalistes                     | Score    |          |
| -- | ---------- | ------------------------- | -------------- | ----------- | --------------- | --------------- | ------------------------------ | -------- | -------- |
| 1  | 11-02-2002 | Open 13 Marseille         | Int' Series    | 451 000 $   | Dur (int.)      | Arnaud Clément  | Julien Boutter Max Mirnyi      | 6-4, 6-3 | Parcours |
| 2  | 28-10-2002 | BNP Paribas Masters Paris | Masters Series | 2 328 000 $ | Moquette (int.) | Fabrice Santoro | Gustavo Kuerten Cédric Pioline | 6-3, 6-3 | Parcours |

## Parcours en Grand Chelem

### En simple
| Année | Open d'Australie | Open d'Australie | Internationaux de France | Internationaux de France | Wimbledon      | Wimbledon           | US Open         | US Open          |
| ----- | ---------------- | ---------------- | ------------------------ | ------------------------ | -------------- | ------------------- | --------------- | ---------------- |
| 1993  | —                | —                | 1er tour (1/64)          | Boris Becker             | —              | —                   | —               | —                |
| 1994  | Q2               | L.-A. Wahlgren   | Q1                       | Mario Visconti           | —              | —                   | —               | —                |
| 1995  | —                | —                | Q1                       | Ján Krošlák              | —              | —                   | —               | —                |
|       |                  |                  |                          |                          |                |                     |                 |                  |
| 1997  | —                | —                | 3e tour (1/16)           | Andreï Medvedev          | Q2             | Mahesh Bhupathi     | 2e tour (1/32)  | Magnus Larsson   |
| 1998  | 1/2 finale       | Marcelo Ríos     | 2e tour (1/32)           | Hicham Arazi             | 2e tour (1/32) | Jérôme Golmard      | 1er tour (1/64) | Guillaume Raoux  |
| 1999  | —                | —                | 2e tour (1/32)           | Patrick Rafter           | —              | —                   | 1/4 de finale   | Andre Agassi     |
| 2000  | 1/8 de finale    | Hicham Arazi     | 1er tour (1/64)          | Arnaud Clément           | 2e tour (1/32) | Rainer Schüttler    | —               | —                |
| 2001  | 2e tour (1/32)   | Roger Federer    | 1er tour (1/64)          | Antony Dupuis            | 1/4 de finale  | Andre Agassi        | 2e tour (1/32)  | David Nalbandian |
| 2002  | 3e tour (1/16)   | Pete Sampras     | 1er tour (1/64)          | Fernando Meligeni        | 3e tour (1/16) | Mikhail Youzhny     | —               | —                |
| 2003  | 3e tour (1/16)   | Andre Agassi     | 1er tour (1/64)          | Jarkko Nieminen          | 2e tour (1/32) | Juan Carlos Ferrero | —               | —                |
| 2004  | 3e tour (1/16)   | Robby Ginepri    | 1/8 de finale            | Guillermo Coria          | —              | —                   | —               | —                |

N.B. : à droite du résultat se trouve le nom de l'ultime adversaire.

### En double
| Année | Open d'Australie        | Open d'Australie             | Roland-Garros              | Roland-Garros                  | Wimbledon               | Wimbledon                      | US Open                | US Open                |
| ----- | ----------------------- | ---------------------------- | -------------------------- | ------------------------------ | ----------------------- | ------------------------------ | ---------------------- | ---------------------- |
| 1993  | -                       | -                            | 1er tour Thierry Champion  | Glenn Michibata David Pate     | -                       | -                              | -                      | -                      |
| 1994  | -                       | -                            | -                          | -                              | -                       | -                              | -                      | -                      |
| 1995  | -                       | -                            | -                          | -                              | -                       | -                              | -                      | -                      |
| 1996  | -                       | -                            | -                          | -                              | -                       | -                              | -                      | -                      |
| 1997  | -                       | -                            | 1er tour Arnaud Clément    | Joshua Eagle Andrew Florent    | -                       | -                              | -                      | -                      |
| 1998  | -                       | -                            | 1er tour Guillaume Raoux   | Brandon Coupe Stephen Noteboom | -                       | -                              | -                      | -                      |
| 1999  | -                       | -                            | 2e tour Guy Forget         | Mariano Hood Sebastián Prieto  | -                       | -                              | -                      | -                      |
| 2000  | -                       | -                            | 1er tour Roger Federer     | Sébastien Lareau Daniel Nestor | -                       | -                              | -                      | -                      |
| 2001  | 1er tour Michaël Llodra | Wayne Arthurs Nenad Zimonjić | Demi-Finale Arnaud Clément | Petr Pála Pavel Vízner         | 1er tour Arnaud Clément | Jonas Björkman Todd Woodbridge | 2e tour Arnaud Clément | Petr Pála Pavel Vízner |
| 2002  | -                       | -                            | -                          | -                              | -                       | -                              | -                      | -                      |
| 2003  | -                       | -                            | 3e tour Arnaud Clément     | Bob Bryan Mike Bryan           | -                       | -                              | -                      | -                      |
| 2004  | -                       | -                            | 2e tour Arnaud Clément     | Jonathan Erlich Andy Ram       | -                       | -                              | -                      | -                      |

## Victoires sur le top 8
| Légende      |
| Grand Chelem |
| Masters 1000 |
| 500 Series   |
| 250 Series   |
| Coupe Davis  |

| #  |       | Lieu | Lieu          | Année | Surface         | Adversaire | Adversaire          | Adversaire | Tour   | Score                   |
| -- | ----- | ---- | ------------- | ----- | --------------- | ---------- | ------------------- | ---------- | ------ | ----------------------- |
| 1  | no 80 |      | Toulouse      | 1999  | Dur indoor      |            | Tim Henman          | no 7       | 1/8    | 6-4 6-2                 |
| 2  | no 30 |      | Florianopolis | 2000  | Terre battue    |            | Gustavo Kuerten     | no 5       | 1/8    | 6-2, 7-6(3)             |
| 3  | no 37 |      | Vienne        | 2000  | Dur indoor      |            | Marat Safin         | no 2       | 1/16   | 5-7, 6-3, 7-65          |
| 4  | no 36 |      | Hambourg      | 2001  | Terre battue    |            | Ievgueni Kafelnikov | no 5       | 1/32   | 7-5, 7-5                |
| 5  | no 38 |      | Wimbledon     | 2001  | Gazon           |            | Lleyton Hewitt      | no 5       | 1/8    | 4-6, 6-4, 6-3, 4-6, 6-4 |
| 6  | no 38 |      | Wimbledon     | 2001  | Gazon           |            | Sébastien Grosjean  | no 8       | 1/16   | 5-7, 6-3, 6-3, 6-4      |
| 7  | no 28 |      | Montreal      | 2001  | Dur             |            | Marat Safin         | no 3       | 1/16   | 6-4, 5-2, Abandon       |
| 8  | no 27 |      | Melbourne     | 2001  | Gazon           |            | Lleyton Hewitt      | no 1       | Finale | 4-6, 6-3, 3-6, 6-3, 6-4 |
| 9  | no 22 |      | Rotterdam     | 2002  | Dur indoor      |            | Juan Carlos Ferrero | no 3       | 1/16   | 5-7, 6-1, 6-0           |
| 10 | no 48 |      | Moscou        | 2002  | Moquette indoor |            | Albert Costa        | no 8       | 1/16   | 7-5, 3-6, 6-1           |
| 11 | no 41 |      | Rotterdam     | 2003  | Dur indoor      |            | Albert Costa        | no 8       | 1/16   | 6-3, 6-3                |

- Contrairement à un forfait, la victoire par abandon est comptabilisée dans les face-à-face, selon les règles de l'ATP. Les matchs de Coupe Davis sans enjeu sont valables.